# Jadwiga Picado-Michalska
Jadwiga Stanisława Picado-Michalska (także Jadwisia Michalski de Picado, ur. 12 stycznia 1874 w Noworadomsku, zm. 18 lutego 1935 w San José) – kostarykańska lekarka polskiego pochodzenia.

## Edukacja
Ukończyła gimnazjum w Piotrkowie Trybunalskim (1894). Rozpoczęła studia na Wydziale Lekarskim Uniwersytetu Genewskiego, które zmuszona była przerwać z powodu wyjazdu z mężem do Kostaryki (1898). W 1900 r. wznowiła studia na Wydziale Lekarskim Uniwersytetu w Lozannie. W 1902 r. na tejże uczelni obroniła rozprawę doktorską pt. L'hermophénic.

## Praca zawodowa
Po uzyskaniu dyplomu (1903) została przyjęta do Kolegium Lekarzy i Chirurgów w San José, stając się tym samym pierwszą kobietą wykonującą zawód lekarza w historii Kostaryki. Rozpoczęła pracę w prowincji Ajajuela. Zajmowała się leczeniem ubogiej ludności kreolskiej, Metysów i Indian, wśród której istniało przekonanie o jej nadprzyrodzonych umiejętnościach uzdrawiania chorych. Odpowiadając na potrzeby lokalnej społeczności, specjalizowała się w ginekologii i pediatrii. Działała na rzecz fundacji "La Gota de Leche" (pol. Kropla Mleka) zajmującej się edukacją kobiet w zakresie opieki nad noworodkiem. W Kostaryce znana była jako Doctora Jadwisia Michalski de Picado.

## Życie prywatne
W 1898 r. poślubiła lekarza Teodora Pica Marina. Obaj ich synowie: Teodoro Picado Michalski oraz René Picado Michalski zostali politykami.